# فرودگاه شهرستان راسک (ویسکانسین)
فرودگاه شهرستان راسک (ویسکانسین) (به انگلیسی: Rusk County Airport (Wisconsin)) یک فرودگاه همگانی بهره‌برداری هوایی است که یک باند فرود آسفالت دارد و طول باند آن ۱۲۱۹ متر است. این فرودگاه در کشور ایالات متحده آمریکا قرار دارد که در ارتفاع ۳۷۷ متری از سطح دریا واقع شده است.